# Max Kröckel
Max Kröckel (* 13. Februar 1901 in Neuhaus am Rennweg; † 1. Februar 1986 ebenda) war ein deutscher Skisportler, der in der Nordischen Kombination und im Skispringen aktiv war.

## Werdegang
Max Kröckel erhielt 1926 die Thüringer Staatsmedaille für seine  Skileistungen. Im selben Jahr wurde er Dritter bei den österreichischen Meisterschaften in der Nordischen Kombination und wurde Zweiter im Skispringen auf der Normalschanze. Während des Ersten Weltkriegs unterrichtete er Soldaten im Skisport. Bei den Olympischen Winterspielen 1928 in St. Moritz belegte er in der Nordischen Kombination den 14. Platz. 
Bei der Einweihung der Pappenheimer Schanze am 29. Dezember 1928 konnte er mit 56 Metern den Schanzenrekord aufstellen.